# Eugène Bure
Alexandre Louis Eugène Bure, hrabia d'Orx (ur. 25 lutego 1843 w Paryżu, zm. 14 lutego 1910 w Saint-André-de-Seignanx) – francuski dyplomata i urzędnik konsularny.
Był naturalnym synem księcia Napoleona, późniejszego Napoleona III Bonaparte i krawcowej Eleanor Vergeot. Po otrzymaniu wykształcenia został przyjęty do francuskiej służby zagranicznej, w której m.in. pełnił funkcje sekretarza ambasady w Petersburgu, attaché konsulatu w Nowym Jorku (1861), wicekonsula w Roses (1865) i w Belfaście (1866), konsula w Zanzibarze (1868), Gdańsku (1869-1870) i Charleston (1870).
Zamieszkał w zamku Castets, pełnił funkcję burmistrza Saint-André-de-Seignanx (1885). Został pochowany na cmentarzu we wsi.